# طواف الوداع

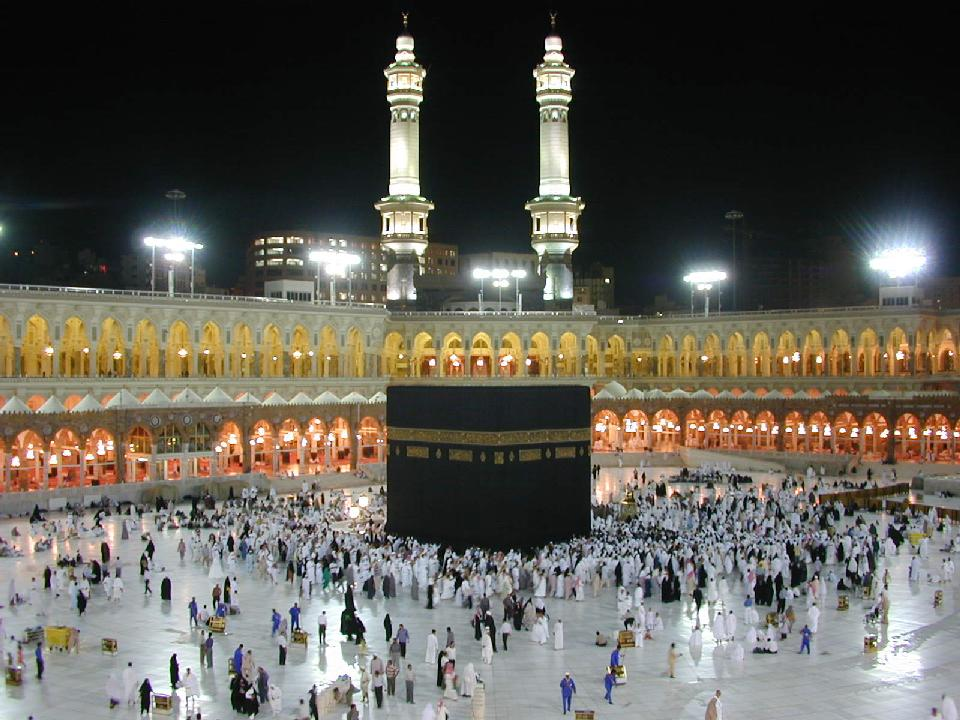

طواف الوداع

## حكمه
كل من أتى مكة إما أن يريد الخروج منها وإما أن يريد الإقامة فيها، فإن أقام بها فليس عليه طواف وداع، لأن الوداع من المفارق لا من الملازم، سواء نوى الإقامة قبل ترك منى أم بعد ذلك، وبهذا قال الشافعي وأحمد..
وقال أبو حنيفة : إن نوى الإقامة بعد أن حل له النفر (ترك منى والشفر) ثم يسقط عنه الطواف، والصحيح الأول .
ومن عليه طواف الوداع ولم يطف فعليه دم ؛ لأنه واجب عند الأكثر، وليس على الحائض والنفساء طواف وداع، وإن طهرت قبل مفارقة بنيان مكة رجعت وطافت .
والمكي ليس عليه طواف وداع ؛ لأنه مقيم، ومثله من كان منزله بالحرم، وفيمن كان منزله قريبا من الحرم قولان : قول بوجوب الطواف وقول بعدم وجوبه لأن القريب من الشيء يأخذ حكمه .

## تأخيره
فإن أخر الحاج طواف الزيارة حتى جاء وقت خروجه من مكة فقيل : يكفي طواف الزيارة عن طواف الوداع، وقيل : لا يكفي لأن طواف الوداع عبادة مستقلة .
فإن طاف للوداع ثم اشتغل بالتجارة أو بأي شيء عطله عن الخروج والسفر فإن عليه إعادة طواف الوداع عند إرادته الخروج والسفر، وذلك عند عطاء ومالك والثوري والشافعي وأحمد وأبي ثور . وقال الأحناف : إذا طاف للوداع، أو تطوعا بعد ما حل له النفر أجزأه عن طواف الوداع، وإن أقام شهرا أو أكثر، لأنه طاف بعدما حل له النفر فلم يلزمه طواف بعد ذلك .

## هوامش
- موقع الحج والعمرة